# Jeffrey Dunn
Jeffrey „Mantas” Dunn (ur. 1961) – gitarzysta, jeden z założycieli brytyjskiego zespołu Venom.
Członek zespołu w latach 1978–1985 i 1989–2005. Z zespołem nagrał wszystkie płyty oprócz Calm Before the Storm, Metal Black oraz Hell.
W 2004 roku muzyk został sklasyfikowany na 39. miejscu listy 100 najlepszych gitarzystów heavymetalowych wszech czasów według magazynu Guitar World.

## Dyskografia

### z zespołem Venom
- Welcome to Hell (1981)
- Black Metal (1982)
- At War with Satan (1984) (#64 UK),(#48 SE)
- Possessed (1985) (#99 UK)
- Eine Kleine Nachtmusik (podwójny, na żywo) (1986)
- Prime Evil (1989)
- Tear Your Soul Apart (EP) (1990)
- Temples of Ice (1991)
- The Waste Lands (1992)
- Venom ’96 (EP) (1996)
- Cast in Stone (1997)
- Resurrection (2000)

### jako Mantas
- Winds of Change (LP) (1988)
- Deceiver (singel) (1988)
- Zero Tolerance (singel) (2004)
- Zero Tolerance (LP) (2004)